# Bluejays de Creighton
Les Bluejays de Creighton (en anglais : Creighton Bluejays) sont un club omnisports universitaire de l'Université Creighton à Omaha au Nebraska. Les équipes e Bluejays participent aux compétitions universitaires organisées par la National Collegiate Athletic Association. L'université fait partie de la Big East Conference.